# 10 Songs
10 Songs é o nono álbum de estúdio da banda escocesa de rock Travis, lançado em outubro de 2020 pela BMG. Foi o primeiro trabalho do grupo desde 12 Memories (2003) cujo repertório foi completamente escrito pelo vocalista Fran Healy.

## Faixas
Todas as faixas escritas e compostas por Fran Healy. 
| N.º            | Título                 | Duração |  |
| 1.             | "Waving at the Window" | 3:28    |  |
| 2.             | "The Only Thing"       | 3:32    |  |
| 3.             | "Valentine"            | 3:00    |  |
| 4.             | "Butterflies"          | 3:54    |  |
| 5.             | "A Million Hearts"     | 4:34    |  |
| 6.             | "A Ghost"              | 3:45    |  |
| 7.             | "All Fall Down"        | 3:27    |  |
| 8.             | "Kissing in the Wind"  | 3:54    |  |
| 9.             | "Nina's Song"          | 4:30    |  |
| 10.            | "No Love Lost"         | 3:48    |  |
| Duração total: | Duração total:         | 37:52   |  |